# Clackamas

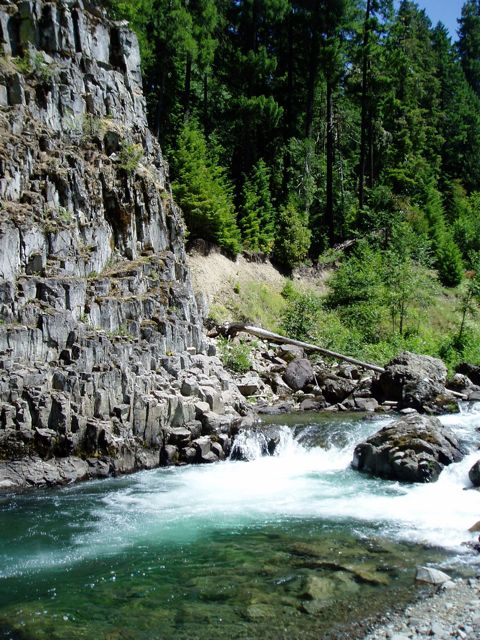
La rivière Clackamas près d'Austin Point

La rivière Clackamas est une rivière du nord-ouest de l'Oregon, aux États-Unis. Affluent de la rivière Willamette, la rivière Clackamas est longue d'environ 134 kilomètres et draine un bassin d'environ 2 435 km2. La rivière prend sa source dans une région sauvage et montagneuse puis se termine dans une région agricole et urbaine.

## Cours

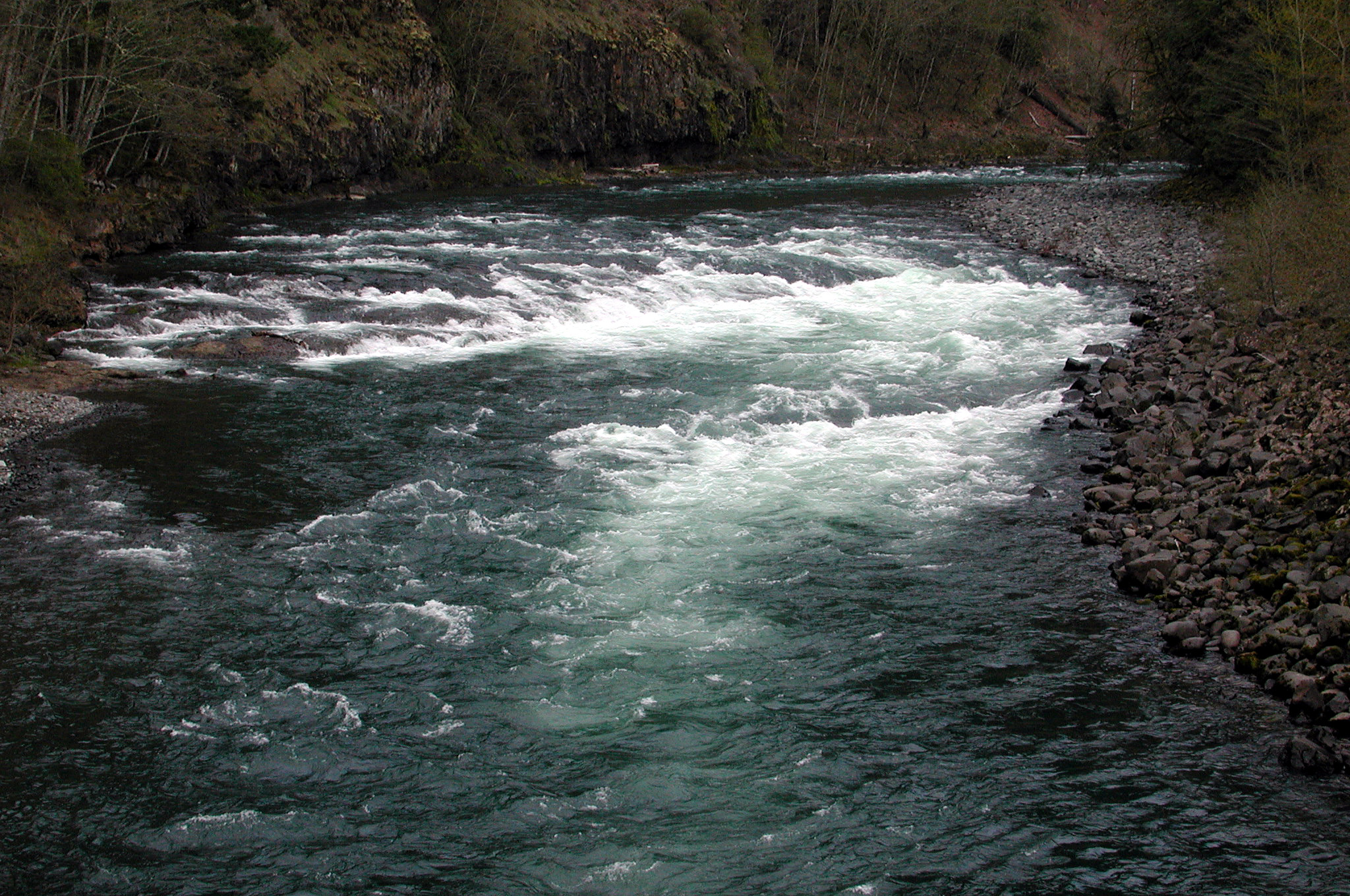
La rivière Clackamas,vu de l'Autoroute 224

La rivière prend sa source à l'est du comté de Marion, à environ 89 kilomètres à l'est-sud-est de Salem, au sein de la forêt nationale du Mont Hood à une altitude de 1 496 m. Elle se dirige d'abord vers le nord puis le nord-ouest, traverse Estacada et émerge des montagnes au sud-est de Portland. Elle se jette dans la rivière Willamette au niveau d'Oregon City et forme la frontière entre cette dernière et Gladstone.

## Activités économiques
La rivière est une destination reconnue pour la pratique de la pêche et du rafting.
De l'énergie hydroélectrique est produite grâce à des barrages construits dans le lit de la rivière.
La rivière est une source d'eau potable pour de nombreux habitants de la région de Portland.
En 2008, un rapport de la United States Geological Survey (Commission géologique des États-Unis) conclut que, étant donné la fréquence et l'étendue de la pollution par les pesticides, ceux-ci ont le potentiel d'affecter la vie aquatique de la rivière ainsi que la qualité de l'eau potable qui y est pompée.